# Thaddäus (Jerusalem)
Thaddaios war angeblich in der 2. Hälfte des 13. Jahrhunderts griechischer Patriarch von Jerusalem und Autor eines Traktates Contra Iudaeos.
(Geister-)Name und Werk gehen höchstwahrscheinlich auf den bekannten Fälscher Konstantinos Palaiokappa (16. Jahrhundert) zurück.